# うらが型掃海母艦
うらが型掃海母艦（うらががたそうかいぼかん、英語: Uraga-class Minesweeper Tender）は、海上自衛隊の掃海母艦の艦級。機雷敷設艦機能を併せ持つため、機雷戦母艦としての性格を有する。

## 来歴
掃海母艦「はやせ」（44MST）と機雷敷設艦「そうや」（44MMC）の代替として、その双方の機能を兼ねそなえた艦として建造された。「はやせ」のペルシア湾派遣（自衛隊ペルシャ湾派遣）の経験を反映して母艦機能の向上が図られたほか、新たに導入される航空掃海具（Mk.105）のドックからの投入・揚収に対応するなど航空掃海を行うためのヘリコプター支援機能も求められた。この結果としてかなり大型化し、最終的に当初計画よりやや小型化して5,600トン型とされたものの、これでも44MSTと比して排水量は倍増している。
ネームシップの建造は、03中期防の後半にあたる平成6年度計画において、297億円で認可された。2番艦の建造も翌年度計画で認可された。

## 設計
設計面では、バルバス・バウやステルス化された塔状マストなど、並行して計画されていたおおすみ型輸送艦と共通した要素が多い。平甲板艦型を採用しており、船体中央部から艦尾にかけての主船体内には、中央部にはウェル・デッキ、両側には機雷庫が、それぞれ第2・3甲板の2層分の高さをもって設けられており、船尾には油圧で開閉する門扉を備えている。門扉のうち、中央にある大型のものが航空掃海具用で、下ヒンジ式とされている。一方、その両舷の小型のものが機雷庫に接続したもので、上ヒンジ式である。
その上方の後甲板（第1甲板）は飛行甲板（ヘリコプター甲板）とされており、MH-53Eヘリコプターの運用に対応するため、かなり広い面積が確保されている。その前方に位置する上部構造物後部は航空掃海具用整備格納庫とされている。ヘリコプター甲板とウェル・デッキはエレベータにより連絡しており、通常、第1甲板の整備格納庫で整備を受けた航空掃海具はエレベータで格納庫に戻され、ここから投下・揚収を行うが、第1甲板からでも投下・揚収を行えるよう、後部左舷のクレーン力量は8トンとされている。
なお、ステルス性に配慮した設計を行ったステルス艦であるが、主船体については、掃海艇への横付け補給を行う場合を考慮して、あえて傾斜は付されなかった。また横付け補給のため、第2甲板レベルにレセスが付され、舷門等の設備が設けられている。
主機関はおおすみ型輸送艦に搭載されたV型16気筒ディーゼル機関の12気筒版である、三井造船製4サイクルV型12気筒中速ディーゼルエンジン12V42M-A（9,900bhp/600rpm）が搭載された。
スクリューは低速航行を可能とするために可変ピッチプロペラが採用され、艦首部にはサイドスラスターを装備している。

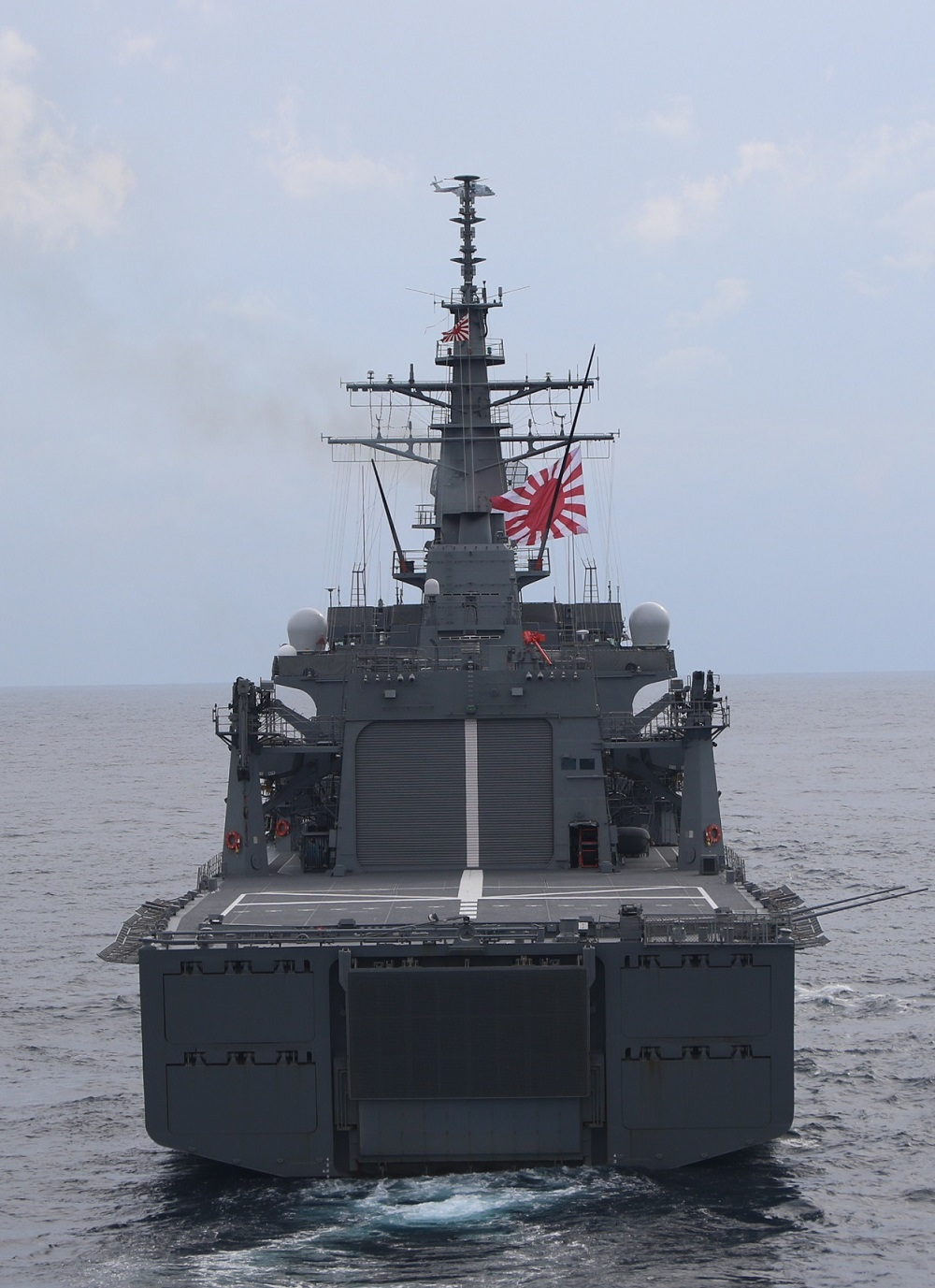
真艦尾から見た「うらが」
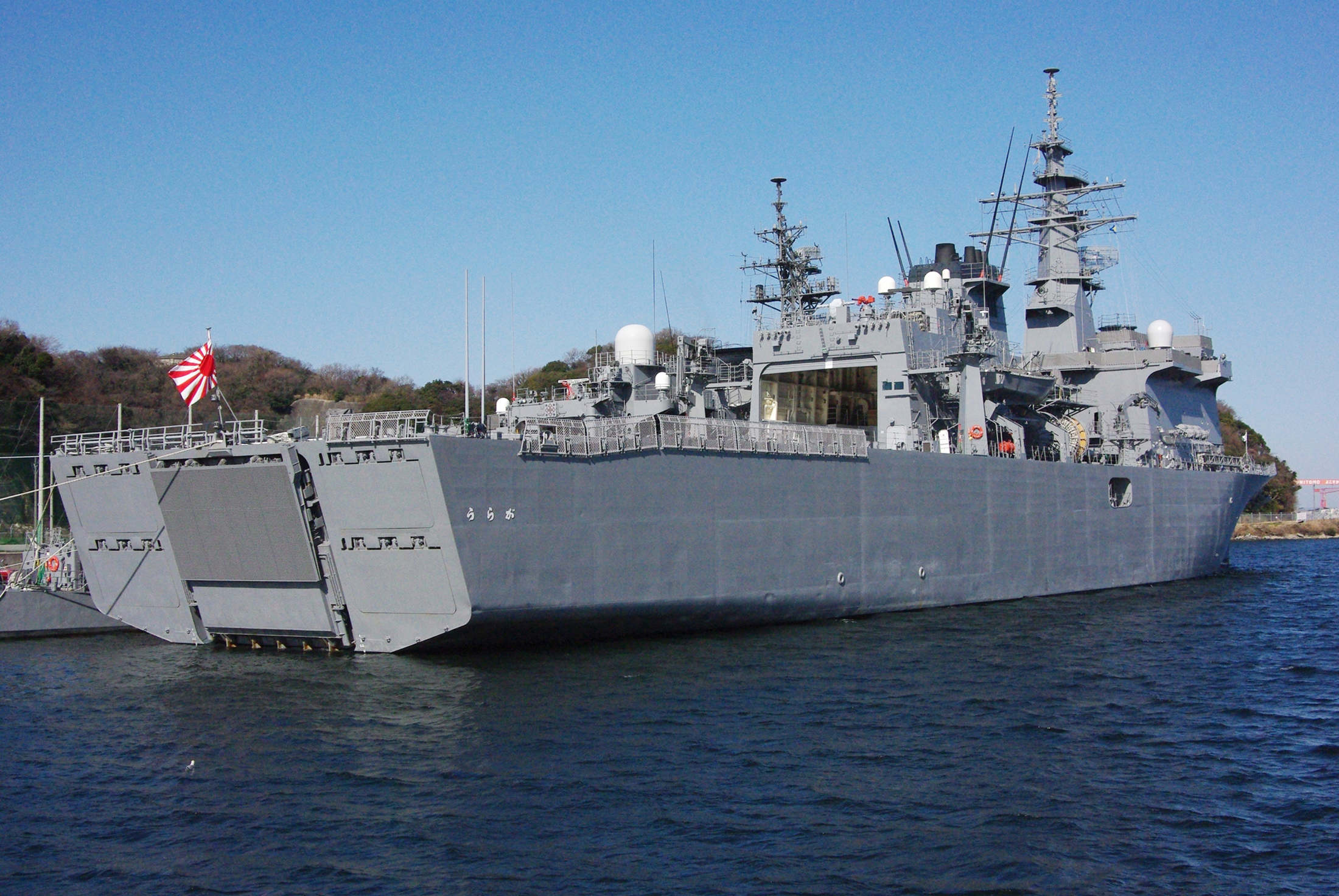
艦尾の門扉
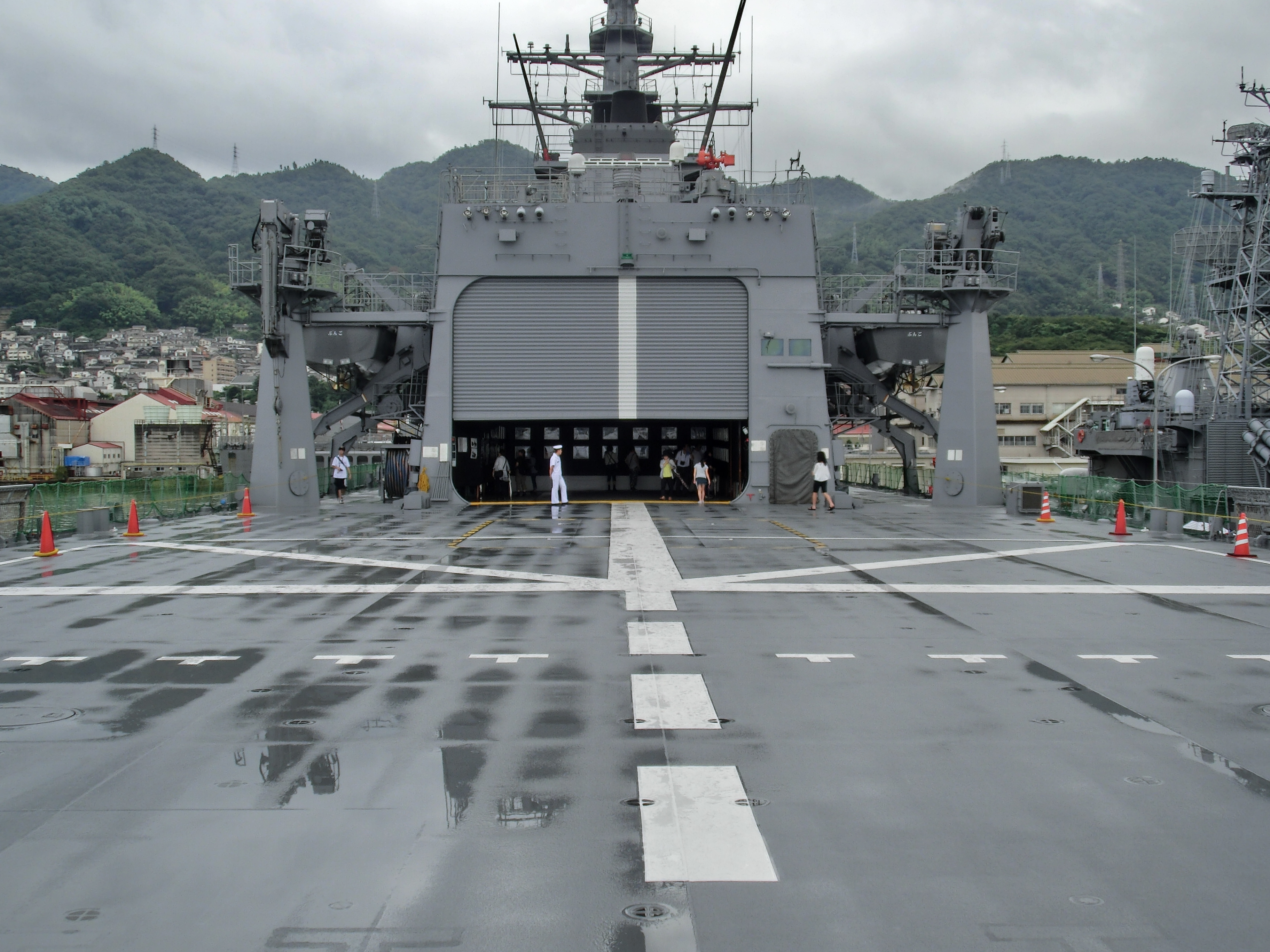
航空掃海具の整備格納庫とヘリコプター甲板

## 装備
掃海艇の直衛、また自衛用として前甲板に62口径76ミリ単装速射砲1門、同砲の管制用として射撃指揮装置2型(FCS-2)1基を装備する設計だが、1番艦の「うらが」は後日装備とされ、未だ装備されていない。
また、12.7mm重機関銃M2が数挺装備されている。これは小火器の扱いで普段は武器庫に格納されており、小型船舶対処用として必要に応じて銃架に装備する。

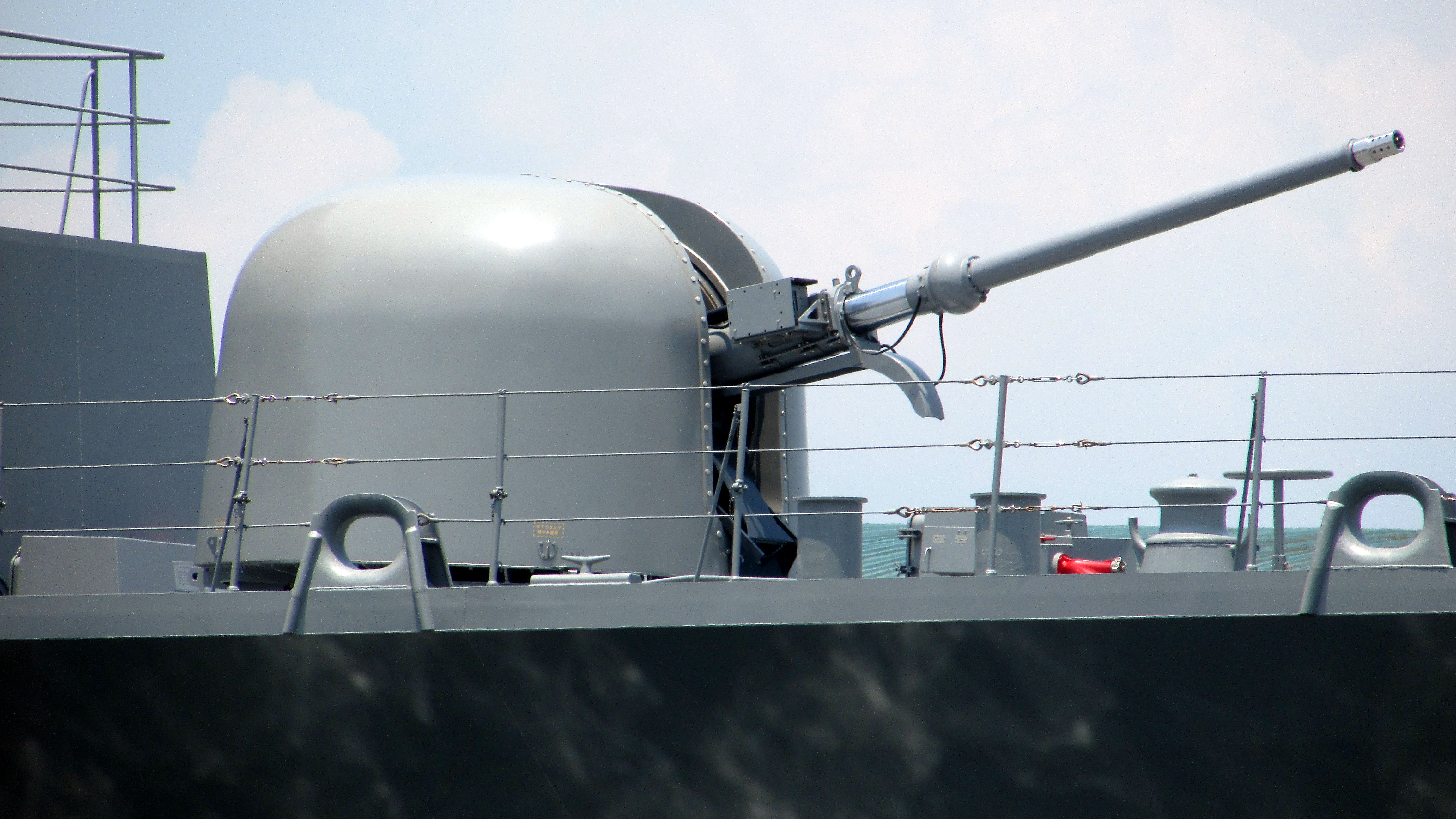
「ぶんご」の62口径76ミリ単装速射砲
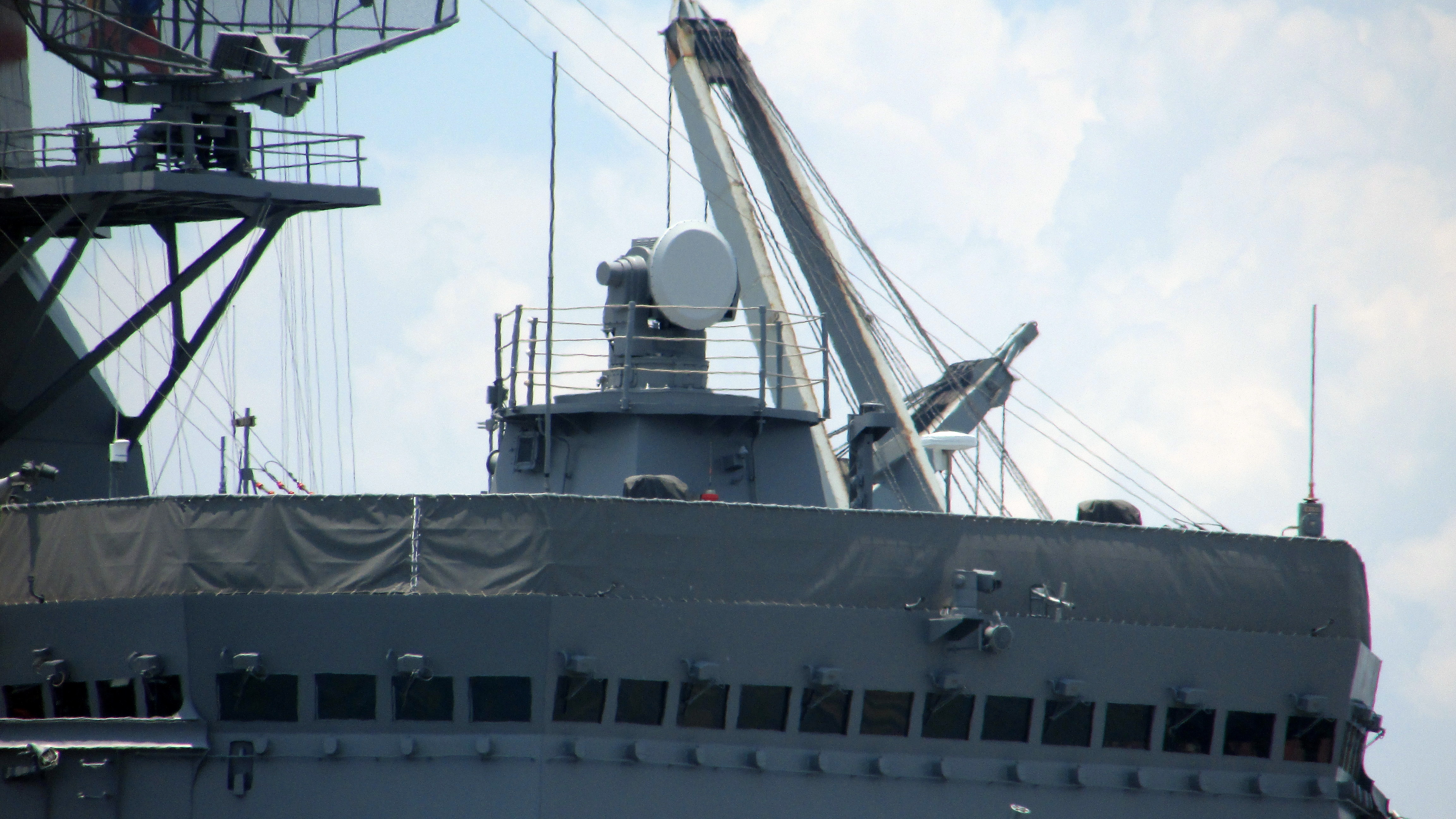
同、射撃指揮装置2型

### 機雷戦
本型は、個艦での対機雷戦能力は備えていない。しかし、ヘリコプター用のMk.104音響掃海具とMk.105磁気掃海具を搭載できることから、航空集団第111航空隊のMH-53E掃海ヘリコプターと連携して掃海作業を実施する。その後、2011年より、新型のMCH-101掃海ヘリコプターの調達が開始された。こちらは従来の航空掃海具を搭載できないが、AN/AQS-24A空中機雷掃討システムや航空機搭載レーザ機雷検知システム（ALMDS）に対応しており、機雷掃討に重点をおいた装備となっている。
また機雷敷設のため機雷敷設装置3型を備えており、艦尾の小さい門扉4基にそれぞれ機雷敷設軌条3条を備えている。機雷搭載数は約230発とされている。
なお、母艦機能の一環として、司令部施設や水中処分員のための減圧室も有している。

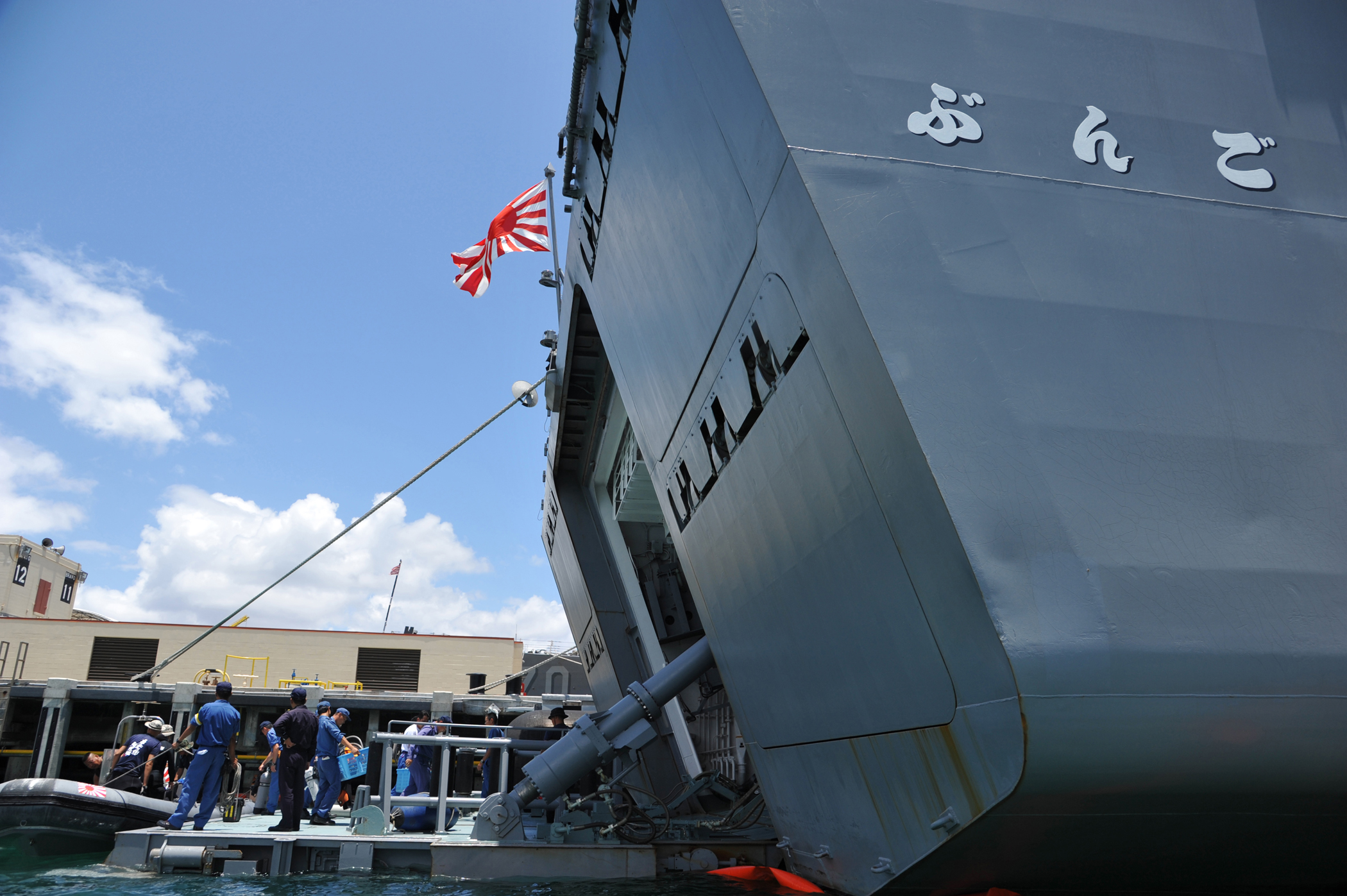
解放されている扉は航空掃海具の投入揚収口。その両舷にある4枚の扉が機雷敷設口。

### 戦争以外の軍事作戦
本型は、充実した搭載能力や医療能力を含めた母艦機能をいかして、海外への災害派遣（救援物資の輸送）にも活用されている。例えば機雷庫は温度・湿度等を一定に保つ機能があることから、邦人輸送等では居住区としても転用できる。
また2015年9月には、西部方面衛生隊の野外手術システムを「うらが」の艦上に展開しての協同訓練が行われ、運用の適合性が確認された。

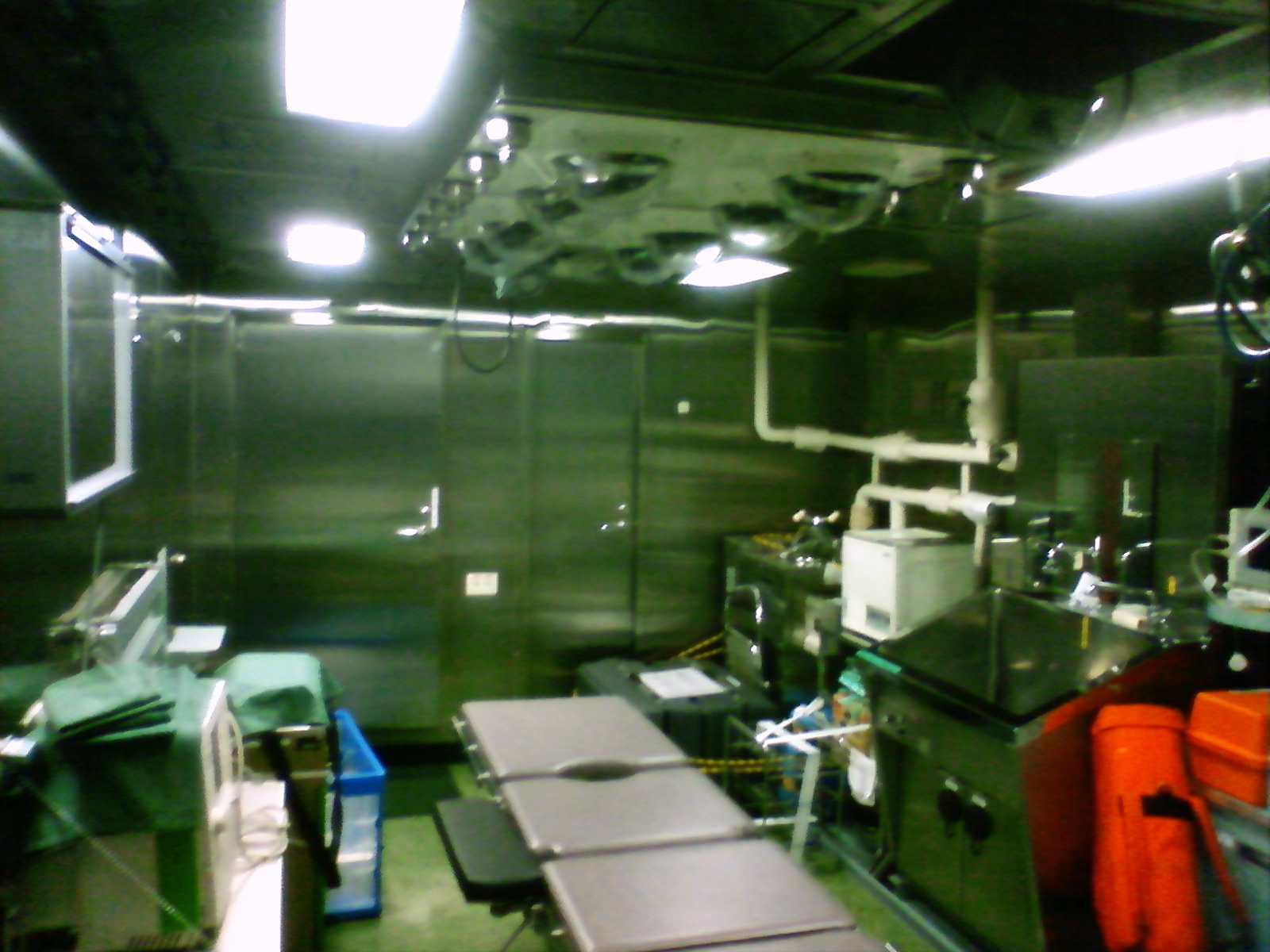
艦内の手術室

## 同型艦

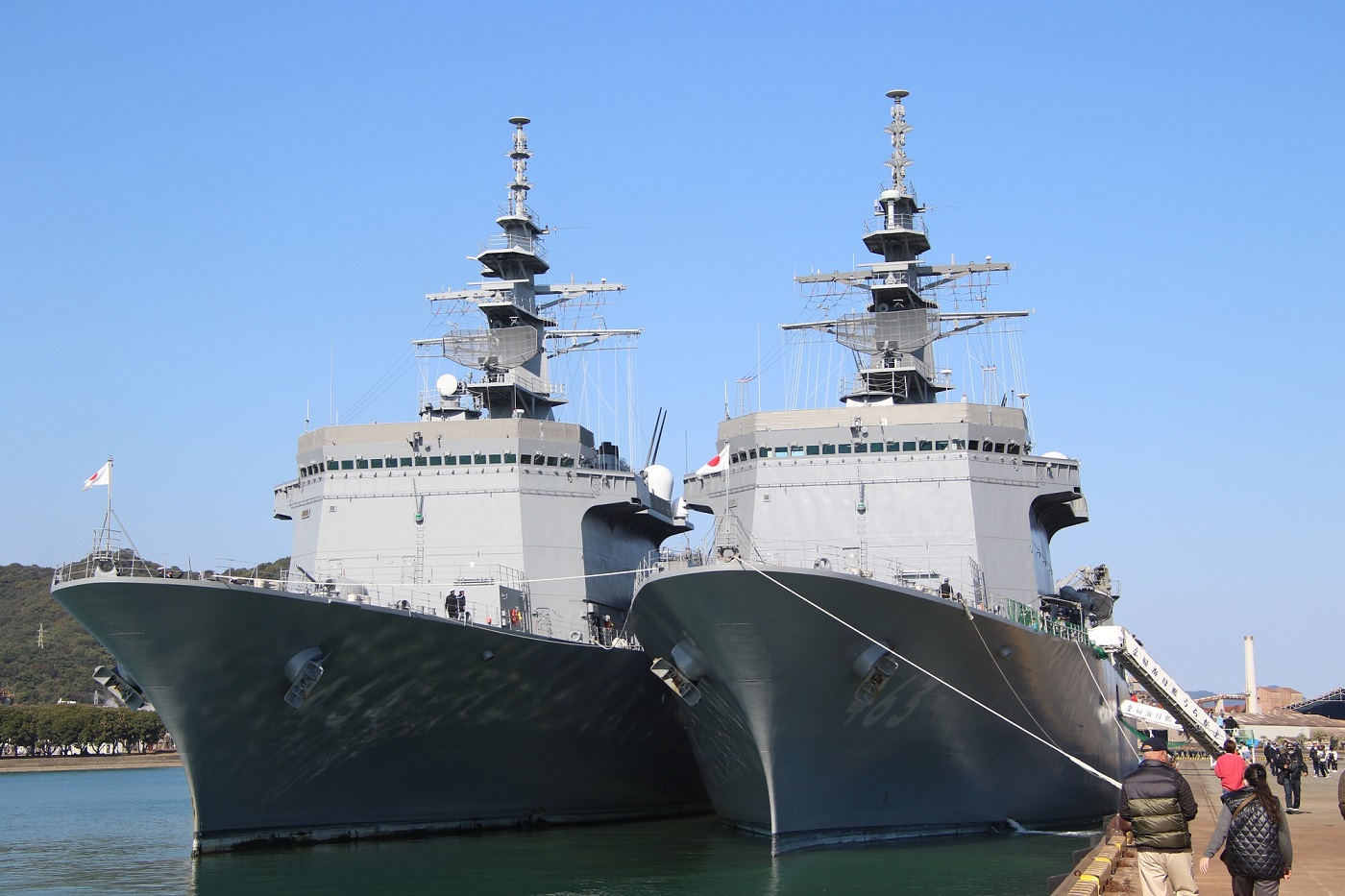
細島港に入港した「うらが」（右）と「ぶんご」

| 艦番号  | 艦名   | 建造                | 起工                       | 進水                       | 竣工                        | 所属                                     |
| ------- | ------ | ------------------- | -------------------------- | -------------------------- | --------------------------- | ---------------------------------------- |
| MST-463 | うらが | 日立造船 舞鶴造船所 | 1995年 （平成7年） 5月19日 | 1996年 （平成8年） 5月22日 | 1997年 （平成9年） 3月19日  | 掃海隊群第1掃海隊 （定係港：横須賀基地） |
| MST-464 | ぶんご | 三井造船 玉野事業所 | 1996年 （平成8年） 7月4日  | 1997年 （平成9年） 4月24日 | 1998年 （平成10年） 3月23日 | 掃海隊群第3掃海隊 （定係港：呉基地）     |

## 登場作品

### 映画
『男たちの大和/YAMATO』
戦艦「大和」の艦舷として、「大和」に着任したばかりの海軍特別年少兵たちが、タラップを甲板へ上がるシーンに「ぶんご」を撮影に使用した。「ぶんご」左舷のタラップを降ろし、艦左舷を合成処理がすぐ出来るように青いシートを張って撮影された。

### PV
『呉IN－呉IN』
広島県呉市を『TRAIN-TRAIN』の替え歌でPRするプロモーション・ビデオで、同市の呉基地を定係港とする「ぶんご」が登場。「ぶんご」艦上で撮影が行われており、呉市PRマスコットキャラクターの「呉氏」が飛行甲板をゆっくり歩行するシーンがある。